# Публій Корнелій Долабелла (претор)
Публій Корнелій Долабелла (лат. Publius Cornelius Dolabella) (близько 55 — після 20 року до н. е.) — римський державний діяч, легат і претор.

## Біографічні відомості
Публій Корнелій Долабелла, можливо — син Публія Корнелія Долабелли, консула-суффекта 44 року до н. е., і Фабії. Був одружений з Квінтілією, дочкою квестора 49 року до н. е. Секста Квінтілія Вара, і мав від неї сина Публія Корнелія Долабелли, консула в 10 році нашої ери.
У 30 році до н. е. знаходився в Олександрії у свиті Октавіана Августа; попередив Клеопатру про те, що Октавіан Август збирається відправити її з дітьми в Рим для тріумфу, після чого вона покінчила з собою.
У 27 році до н. е. Публій Корнелій Долабелла — легат, в 25 році до н. е. — претор.